# Вацлав Баворовський (писар)
Вацлав Баворовський, або Вацлав з  Баворова (? — не раніше 6 лютого 1545) — шляхтич та урядник Королівства Польського. Представник роду Баворовських гербу Прус ІІ.

## Життєпис

Варіант гербу Прус ІІ

Походив з Чехії, звідти прибув до Польського Королівства.
Посада (уряд) — коронний писар часів короля Сигізмунда І Старого, яку він отримав за значні заслуги.
Бартош Папроцький помилково, на думку Каспера Несецького, твердив, що він почав підписуватись від назви поселення Баворів (село Тернопільського району, Тернопільської області): він радше фундував, а не купив містечко на Поділлі Баворів (з прилеглими поселеннями) та місцевий замок.
31 січня 1522 року Вацлав Баворовський отримав за службу від Сигізмунда І Старого як довічний дар обидва береги річки Серет у селах Петриків і Пронятин для того, щоби створити водойму для вирощування риби. 5 квітня 1540 року коронний гетьман Ян Амор Тарновський отримав від короля локаційний привілей на заснування міста (нині Тернопіль) на місці, званому Сопільче. 6 лютого 1545 року король примусив В. Баворовського замість кількох сіл на Скалатщині відступити Я. А. Тарновському отримані раніше береги Серету для спорудження ставу на річці. Ймовірно, В. Баворовський відступив с. Петриків, а брати Чистилівські — також Кутківці та Пронятин. 26 серпня 1547 року Я. А. Тарновський із сином Яном Кшиштофом отримав село від короля у довічне володіння. Щоб убезпечити Тарнополь (Тернопіль) від татарських нападів, Я. А. Тарновський 16 травня 1548 року домігся від короля дозволу на утворення біля Пронятина (за іншими даними, біля Кутківців).
1522 року фундував римо-католицьку парафію в Баворові.

### Сім'я
Першою дружиною була Катажина Коляновська гербу Богорія, діти:
- Анна, стала дружиною Бучацького-Творовського, матір'ю барського старости Миколая Бучацького-Творовського
- Ян[9]

Друга дружина — княжна Єлизавета Збаразька, донька князя Андрія Збаразького та його дружини Ганни Гербурт, сестра троцького воєводи князя Стефана Збаразького. Мали дітей:
- доньку Анну — дружину порицького князя Олександра Корибутовича
- Миколай — дідич Баворова, Острова[9] та Березовиці (пол. Berezownicy[11]), дружина — Малгожата Скарбек.[9]